# چیواتا
چیواتا (انگلیسی: Chivatá)  یک منطقه مسکونی در کشور کلمبیا است.